# 静岡県立長泉高等学校
静岡県立長泉高等学校（しずおかけんりつながいずみこうとうがっこう）は、静岡県駿東郡長泉町にあった県立高等学校。「長泉高校」もしくは「長高（ながこう）」と呼ばれていた。

## 概要
静岡県内で最も新しい公立高校で、県第2学区（三島・田方地区）ながら駿東郡長泉町に所在していた。そのため、割合として三島市・田方郡の生徒が多く在籍していたのが特徴的な高校。部活動の主な実績としては、文化部系は百人一首部が４度全国大会を制している。また、運動部系では、野球部が平成元年に創部5年目にして全国高等学校野球選手権静岡県大会準優勝を収めている。また、平成5年には静岡県東部地区大会の優勝経験もある。
校訓は『創造・自律』、文化祭名は『長陵祭』。この文化祭名が、改編された三島長陵高校の名称の由来とされる。なお、跡地は、近隣の県立高等学校校舎の耐震工事に伴う仮校舎として一時的に使用された（2008年7月 - 2009年3月は沼津東高校、2009年7月 - 2010年3月は裾野高校）。また、グラウンドは三島北高校野球部、サッカー部及び裾野高校野球部に利用されている。
最寄の駅としては、三島方面は伊豆箱根鉄道駿豆線三島駅・三島広小路駅、沼津方面はJR御殿場線長泉なめり駅。最寄からは自転車での通学が大半を占めている。駅から学校までが上り坂であり、特に三島方面からは平均35分（早い人でも20分）と、長い道のりで通学に不便であるため、こうした面から高校受験時より敬遠されがちになり、近年の生徒数減少の一因になったといわれている。しかしながら学校からの眺めが良く、余程天候が悪くない限り、北は富士山、南は駿河湾がはっきりと見ることができた。

## 沿革
- 1979年12月27日 - 静岡県駿東郡長泉町下長窪に高校を新設することを決定。
- 1984年12月17日 - 静岡県定例県議会において、新しくできる高校の名称を「静岡県立長泉高等学校」とすることを決議。
- 1985年3月7日 - 第一回入学学力試験を、静岡県立三島北高等学校において実施。
- 1985年4月1日 - 校長と他25名の教師が就任。
- 1985年4月6日 - 開校。開校式が行われ、325人の生徒が入学。
- 2008年3月1日 - 長泉高校として、最後の卒業式が行われる。
- 2008年4月1日以降は、三島市（三島駅北口方面）へ移転し単位制課程の普通科定時制高校へ改編、「静岡県立三島長陵高等学校」となった。

## 所在地
- 静岡県駿東郡長泉町下長窪1002番地

北緯35度9分11.9秒 東経138度53分6.7秒 / 北緯35.153306度 東経138.885194度